# Tharyx acutus
Tharyx acutus är en ringmaskart som beskrevs av Webster och Benedict 1887. Tharyx acutus ingår i släktet Tharyx och familjen Cirratulidae. Inga underarter finns listade i Catalogue of Life.